# Bloch
Bloch är ett efternamn som burits av bland andra:
- Alice Bloch (1883–1971), tysk läkare, gymnastiklärare och författare
- Andreas Bloch (1860–1917), norsk målare och tecknare
- Anna Bloch (1868–1953), dansk skådespelare
- Carl Bloch  (1834–1890), dansk målare
- Carl Edvard Bloch (1872–1952), dansk pediatriker
- Claus Hallingdal Bloch (född 1977), dansk orienterare
- Dorete Bloch (1943–2015), färöisk biolog
- Emil Bloch (1836–1914), dansk konsthistoriker och museidirektör
- Ernest Bloch (1880–1959), schweizisk-amerikansk tonsättare
- Ernst Bloch (1885–1977), tysk filosof
- Felix Bloch (1905–1983), amerikansk fysiker, nobelpristagare
- Gabrielle Bloch  (född 1979), nyzeeländsk skådespelare, regissör, författare och kompositör
- Harriet Bloch (1881–1975), dansk författare och manusförfattare
- Ivan Bloch (1836–1901), polsk-rysk bankir och militärteoretiker
- Jean-Richard Bloch (1884–1947), fransk författare
- Jens Bloch  (1761–1830), dansk biskop
- Joseph Samuel Bloch (1850–1923), österrikisk judisk politiker och religionshistoriker
- Jørgen Carstens Bloch (1717–1773), dansk biskop
- Konrad Bloch (1912–2000), tysk-amerikansk biokemist, nobelpristagare
- Marc Bloch (1886–1944), fransk medeltidshistoriker
- Marcus Élieser Bloch (1723–1799), tysk läkare och iktyolog
- Matthias Bloch (1682 11729), dansk präst
- Niels Bloch (1761–1829), dansk författare
- Oscar Bloch, flera personer
  - Oscar Bloch (lingvist) (1877–1937), fransk språkforskare
  - Oscar Bloch (läkare)  (1847–1926), dansk kirurg
- Philipp Bloch  (1841–1923), tysk judisk religionsfilosof och historiker
- Robert Bloch  (1917–1994), amerikansk författare
- Robert Bloch (racerförare) (aktiv 1923–1928), fransk racerförare
- Søren Bloch (1696–1753), dansk präst
- Tønne Bloch (1733–1803), dansk biskop
- William Bloch (1845–1926), dansk teaterregissör
- Yoni Bloch  (född 1981), låtskrivare och rocksångare